# Transportörsystem

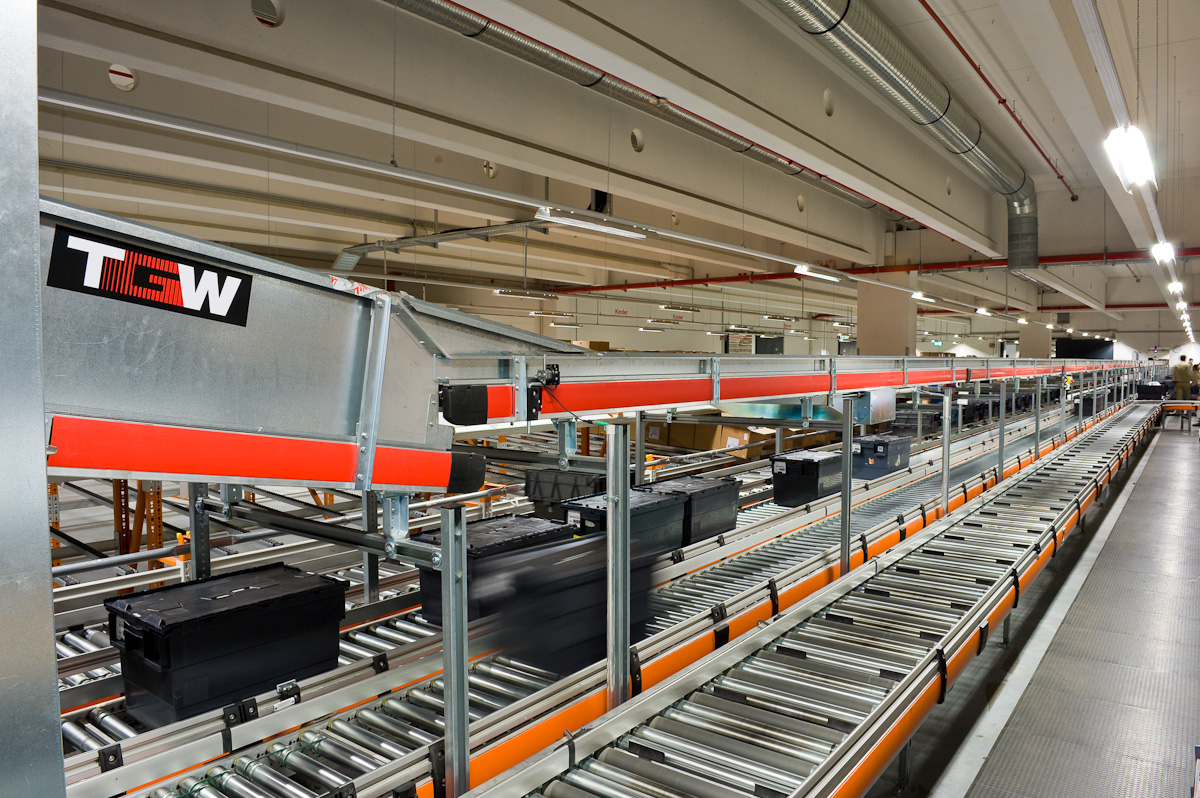
Transportband.

transportörsystem (även conveyorsystem och materialhantering) är ett samlingsnamn för olika lösningar på transporter och förflyttningar av material i en produktionsprocess. Det inbegriper transportband, rullbanor, bandtransportörer och palltransportörsystem. Exempel på användningsområden är logistikcentraler och industri, t.ex. fordonsindustrin.
Conveyors delas in i hängconveyors och golvconveyors.